# IC 364
IC 364  ist eine Elliptische Galaxie vom Hubble-Typ E im Sternbild Stier auf der Ekliptik. Sie ist schätzungsweise 171 Millionen Lichtjahre von der Milchstraße entfernt und hat einen Durchmesser von etwa 40.000 Lj.
Im selben Himmelsareal befinden sich u. a. die Galaxien NGC 1550, IC 363, IC 365, IC 366.
Das Objekt wurde am 6. Januar 1894 vom französischen Astronomen Stéphane Javelle entdeckt.